# كريم بن خليفة
كريم بن خليفة هو لاعب كرة قدم جزائري، من مواليد سنة 1994 بالجلفة، يلعب حاليا لصالح نادي بارادو في موقع وسط ميدان، كما يجيد اللعب مهاجم على الأجنحة لكنه يفضل اللعب كمدافع أيمن.

## سيرته
كانت بداية هذا اللاعب الكروية مع فريق أولاد نايل (أشبال) في سن مبكرة بحيث ثم اكتشافه من طرف المدرب قاسم علي مدرب مدرسة كرة القدم الجلفاوية، بدأ بريق هذا اللاعب باللمعان حين فتحت أمامه فرصة خوص تجربة في أكادمية بارادوا، حيث التحق بها و هو في سن 12 و الذي نجح بدوره في أخذ مكانة أساسية في الفريق. يلعب هذا اللاعب حاليا في صفوف فريق بارادوا برقم قميص 17 و هو القائد الحالي لفريقه.

## الأندية التي لعب لصالحها
كانت بدايته مع فريق اولاد نايل للأشبال ثم انظم إلى أكادمية بارادو حيث تعلم فيها أبجديات كرة القدم و الذي تمكن فيها من التألق و أخذ مكانة أساسية فيها عن طريق خطف شارة القيادة .

## وصلات خارجية
- حوار خاص مع كريم بن خليفة، جريدة الهداف.